# Zones humides associées au marais d'Orx
Zones humides associées au marais d'Orx este o arie protejată (sit de importanță comunitară — SCI) din Franța întinsă pe o suprafață de 988 ha, integral pe uscat.

## Localizare
Centrul sitului Zones humides associées au marais d'Orx este situat la coordonatele 43°35′18″N 1°23′39″W / 43.58833°N 1.39417°V.

## Înființare
Situl Zones humides associées au marais d'Orx a fost declarat arie specială de conservare în baza directivei 92/43 din 1992 referitoare la conservarea habitatelor naturale și a faunei și florei sălbatice pentru a proteja 1 specie de plante și 6 specii de animale.

## Biodiversitate
Situată în ecoregiunea atlantică, aria protejată conține 3 habitate naturale: Păduri aluvionare cu Alnus glutinosa și Fraxinus excelsior (Alno-Padion, Alnion incanae, Salicion albae), Lacuri eutrofice naturale cu vegetație de tip Magnopotamion sau Hydrocharition, Liziere de ierburi înalte hidrofile de câmpie și de nivel montan până la alpin.
La baza desemnării sitului se află mai multe specii protejate:
- plante (1): Luronium natans
- mamifere (3): vidră de râu (Lutra lutra), nurcă (Mustela lutreola), liliacul mic cu potcoavă (Rhinolophus hipposideros)
- nevertebrate (1): Coenagrion mercuriale
- pești (1): Petromyzon marinus
- reptile (1): țestoasa de baltă (Emys orbicularis)